# District de Langya
Pour les articles homonymes, voir Langya.
Le district de Langya (琅琊区 ; pinyin : Lángyá Qū) est une subdivision administrative de la province de l'Anhui en Chine. Il est placé sous la juridiction de la ville-préfecture de Chuzhou.